# Leggett (Carolina do Norte)
Leggett é uma cidade  localizada no estado norte-americano de Carolina do Norte, no Condado de Edgecombe.

## Demografia
Segundo o censo norte-americano de 2000, a sua população era de 77 habitantes.
Em 2006, foi estimada uma população de 71, um decréscimo de 6 (-7.8%).

## Geografia
De acordo com o United States Census Bureau tem uma área de 1,8 km², dos quais 1,8 km² cobertos por terra e 0,0 km² cobertos por água.

## Localidades na vizinhança
O diagrama seguinte representa as localidades num raio de 20 km ao redor de Leggett.